# Distretto di Sop Bao
Il distretto di Sop Bao è uno degli otto distretti (mueang) della provincia di Houaphan, nel Laos. Ha come capoluogo la città di Sop Bao.